# Lisa Roberts Gillan
Lisa Roberts Gillan (ur. 1 stycznia 1965) – amerykańska aktorka filmowa i telewizyjna.

## Rodzina
Jest córką Betty Lou Motes (z domu Bredemus) i Waltera Grady’ego Robertsa, wykładowców amatorskiej sztuki teatralnej w Actors and Writers Workshop w Atlancie.
Jej rodzina była pochodzenia angielskiego, niemieckiego, szwedzkiego, irlandzkiego, szkockiego i walijskiego. Jej ojciec był baptystą, matka katoliczką. Ma rodzeństwo – straszego brata Erica Anthony’ego (ur. 1956) i młodszą siostrę Julię (ur. 1967), oboje aktorów. Jej bratanicą jest aktorka Emma Roberts. Po rozwodzie rodziców w 1972 zamieszkała z matką, która we wrześniu 1972 poślubiła krytyka teatralnego Michaela Motesa, z którym rozwiodła się w październiku 1983. Para miała córkę Nancy, która zmarła 9 lutego 2014 z powodu przedawkowania narkotyków.

## Filmografia
seriale
- 1994: Przyjaciele jako Cathy
- 1998: Seks w wielkim mieście jako Gość na przyjęciu
- 1999: Prawo i porządek jako pani Simmons

film
- 1994: Kocham kłopoty jako przyjaciółka Kim
- 1997: Nic do stracenia jako Linda
- 2003: Uśmiech Mony Lizy jako panna Albini
- 2010: Jedz módl się, kochaj jako kobieta w sztuce
- 2013: Adam Shaw jako Sarah